# 張澤 (成化甲辰進士)
張澤（？—？），福建福州府闽县人，明朝政治人物，同進士出身。

## 生平
成化十九年，福建癸卯乡试中舉。成化二十年（1484年）甲辰科進士，官至大理寺评事，升右寺正，弘治九年（1496年）二月升廣東按察司佥事。有子張孟中。